# 堀之紀
堀 之紀（ほり ゆきとし、1952年9月12日 - ）は、日本の声優、俳優、ナレーター。東京都世田谷区出身、静岡県御殿場市育ち。青二プロダクション所属。

## 略歴

### 生い立ち
成城学園初等学校、世田谷区立千歳中学校、東京都立新宿高等学校出身。
その後は一家揃って東京都世田谷区成城から静岡県御殿場市に転居。

### キャリア
1967年時点から一昨年、サンケイホールで舞台『安寿と厨子王』に出演していた時、教師に見込まれて困ってしまい、「素質があるんだ」と思ったという。
俳優である父・雄二の長男ということもあり、子供の頃から「将来は演劇の道に進むのが当然だ」と考えていたという。國學院大学法学部在学中に、父・雄二に「役者になりたい」と言ったところ強く反対されたが、役者への夢が捨てきれず、演劇集団 円の研究生に応募して合格。同大学を中退することにしたことを初めて父に打ち明けると、父・雄二は「わかった」と言ったという。本人曰く、「（将来は）俳優しか考えたことなく、自然にこの道に入った」とのこと。その後、天知茂に師事する。
1975年10月から1978年3月まで、演劇集団 円研究所に所属し、3年間新劇の修業をしていた。俳優としては主に三船プロダクション製作のテレビドラマや映画などに端役で出演した。天知プロ、愛企画を経て、青二プロダクションに入り、1984年に声優デビューし、1980年代以降は声優としても活動するようになる。33歳の時で、声優1本で仕事するようになったという。

## 人物
天知茂によると「たいへん好青年」であり、末弟・光昭に共通して言えることは「頭の回転が早いことだ」という。
日本俳優連合の副理事長を務めている。

### 家族
男3人兄弟であり、父、母、兄弟全員が役者の役者一家である。曾祖父は歌舞伎役者の松本虎藏。祖父は、高麗屋の番頭、松本幸四郎 (7代目)の番頭で浅草の公園劇場を経営していた興行師の堀倉吉で、市川團十郎 (11代目)、松本白鸚 (初代)、尾上松緑 (2代目)、中村雀右衛門 (4代目)の面倒を見ていたなど歌舞伎関係の仕事をしていた。父は俳優の堀雄二、母は宝塚歌劇団29期生の甲斐はるみ、弟は声優の堀秀行、俳優の堀光昭。姪（秀行の娘）は女優の堀友美。
母親の甲斐が妊娠していた時にインフルエンザにかかり、レントゲンの結果、町の老医師からは結核と診断された。その時に老医師は「一刻も早く人工中絶したほうがいい」と忠告した。雄二は「どんなことがあっても生みなさい」と言っており、甲斐は困っていたという。雄二は自宅に帰っても、苦しそうにしていた甲斐を見るのがしのびなく、好きな酒をハシゴすることが多くなった。ある晩、雄二は重苦しい心を癒すため、渋谷区の行きつけのバーに足を運んでいた。雄二がとまり木で浮かない顔をしていたところ、「よう、堀さん!」と肩を叩かれ、振り返ったところ旧知の病院の歯科医師であった。「顔色が悪いじゃないの」と言われた雄二は、その理由を歯科医師に話したところ、「じゃあ、うちの病院に来てみないか、専門医を紹介するよ」と言われた。その結果結核は誤診だとわかり、雄二は嬉しかったという。あの時、雄二が渋谷区のバーへ行かなかったら、之紀は誕生しなかったかもしれず、雄二が酒好きで良かったかもしれないという。1969年時点で雄二は之紀が生意気なことを言い出すと、之紀にこの話をしつつ「オレがもし酒が嫌いだったら、お前は生まれてないかもしれないんだぞ」と語っており、之紀は「またか」というようにニヤニヤしながら聞いていた。

### 特色
声種はバリトン。渋く怖い声、男を感じさせる落ち着いた声を持つ。小学生の頃はボーイソプラノで可愛い声であった。変声期が過ぎていたところこの声になり驚いていたという。
声優として活躍しており、アニメ、海外ドラマ、洋画に多数出演している。かつてはテレビドラマ、舞台に出演していた。
悪役を演じる醍醐味も感じており、演じて楽しいという。
長弟・秀行とはテレビアニメ『魁!!男塾』、『聖闘士星矢』など共演作も多い。
テレビアニメ『疾風!アイアンリーガー』のGZ役で知られる。

#### 『名探偵コナン』関連
テレビアニメ『名探偵コナン』では主人公、江戸川コナンの宿敵・ジン役を演じている。2010年時点ではプロデューサーの諏訪道彦によく「俺たちの出番がちょっと少ないんじゃねーのか」と述べている。
諏訪によると「堀3兄弟の一番の兄はちょっとコワイ」と聞いていたため、『名探偵コナン』の第1話の収録時には少し緊張していたという。「組織の新薬『APTX4869』を飲ませて工藤新一を江戸川コナンにするだけの登場なんだろうな」という軽い気持ちで、ノープランで参加していた。堀はジンのことを当初は「単なる非情な男」としか思ってなかったという。しかしストーリーが進んでいくにつれ、「なんでジンはこういう感じなんだろう」と考え始めたという。『コナン』の第1話当時行って初めて「この役です」と言われた。『コナン』の第1話当時は、ジンという役名がなく、「単なる悪役」ぐらいにしか思っていなかったことから、深い役作りをせずに入ってしまったという。2016年時点でもその当時の延長線上で演じている。
ジンを演じる時は、セリフの持つ感情を的確に表現するためにはどう喋れば良いかを考えているという。ジンの考え方や立場は考えているが、自然と自分が出しやすいトーンの声をジンの顔や表情に合わせて演じているという。収録の間隔が空くため、細かい役作りをすると逆に忘れてしまい、今そこにある現実だけを演じるようにしているという。大事にしていることは、登場した時には「記憶に残るようなインパクトを」と思い演じているという。心がけているのは「凄みを出すこと、怖く見えること」だという。また「黒ずくめの組織が大敵であることが、善である主人公の正義を際立たせることになると思う」と意識しているという。
『コナン』の収録については、現場は皆仲が良く楽しいという。しかし「本番」と言われた瞬間バシッとスイッチが切り替わり不気味な怖さを出さないといけず、根がひょうきんなため、シリアスなシーンの緊張感を出すことに苦労しており、演じる役柄としては、トップクラスに緊張しながら演じているという。今後どのような展開になるか予想がつかないため、演じる際は「どうなっても対処できるように」と思い、余分な感情は入れないようにしているという。
酒のジンは好きであり、ジンベースのカクテルのギムレットを飲むという。
『コナン』のキャラでは元黒ずくめの組織のメンバーでもある灰原哀が好きだといい、灰原哀役の林原めぐみが演じるキャラクターに目が行くという。『コナン』の中で思い出に残るエピソードは『ジェットコースター殺人事件』、『黒の組織との再会（解決編）』、『謎めいた乗客（前編）』を挙げている。

### 趣味・嗜好
趣味はゴルフ、野球、散歩、料理。ゴルフの腕前はプロ級という。1962年時点では大の野球狂で、暇さえあれば自宅の庭で父・雄二を相手にキャッチボールを楽しんでいたという。資格は普通自動車免許。

## 出演
太字はメインキャラクター。

### テレビアニメ
1984年
- 北斗の拳（1984年 - 1987年、ジャドウ、ギャモン） - 2シリーズ

1986年
- 聖闘士星矢（1986年 - 1988年、辰巳）

1987年
- ゲゲゲの鬼太郎（第3作）（村人C、プロデューサー、召使い）
- 新メイプルタウン物語 パームタウン編（編集長）
- ハイスクール!奇面組（階段二）

1988年
- 魁!!男塾（二号生A、月光）
- 新グリム名作劇場（農夫、子供）
- それいけ!アンパンマン（1988年 - 2023年、ハサミクワガタ〈初代〉、でんきなまずまん〈初代〉、アマグモラ〈3代目〉、とうだいまん〈3代目〉）
- ついでにとんちんかん（ウンバ）
- トランスフォーマー 超神マスターフォース（主任、船員B）
- ビックリマン（高周波鬼）

1989年
- 悪魔くん（ツタンガーメン、大男）

1990年
- ドラゴンボールZ（1990年 - 1995年、ドドリア、人造人間19号、父回虫、北の界王神、達人） - 1シリーズ + 特別編
- まじかる☆タルるートくん（1990年 - 1992年、銀行強盗〈覆面〉、不良B、織田、タヌ吉の父）

1991年
- おにいさまへ…（医師）
- シティーハンター'91（コウモリ）
- ドラゴンクエスト ダイの大冒険（第1作）（1991年 - 1992年、へろへろ）
- 魔法使いサリー（1989年版）（砂漠の精霊）

1992年
- キン肉マン キン肉星王位争奪編（ネプチューンマン / ザ・サムライ）
- スーパービックリマン（お邪魔王）
- 笑ゥせぇるすまん（1992年 - 1993年、木佐田、大仁芳雄）

1993年
- 蒼き伝説シュート!（川島太一）
- 機動戦士Vガンダム（ゴズ・バール、艦長）
- クレヨンしんちゃん（1993年 - 2007年、青壁、ロベルト）
- 疾風!アイアンリーガー（1993年 - 1994年、GZ）
- 忍たま乱太郎（1993年 - 1996年、イカ太郎、卍雄太郎〈初代〉、今井雄太）
- ルパン三世 ルパン暗殺指令

1994年
- 機動武闘伝Gガンダム（隊長、チンピラB、カルロス）
- ママレード・ボーイ（土屋礼司）
- 七つの海のティコ（エリオット）

1995年
- 恐竜冒険記ジュラトリッパー（テレス）
- 空想科学世界ガリバーボーイ（イーグル）
- 獣戦士ガルキーバ（甲斐龍介）

1996年
- 機動新世紀ガンダムX（ジェノス・クライシス、ロマノフ司令）
- ドラゴンボールGT（1996年 - 1997年、男 / ボンパラ）
- 名探偵コナン（1996年 - 2023年、ジン）

1997年
- ゲゲゲの鬼太郎（第4作）（半魚人）
- スレイヤーズTRY（エルロゴス）
- 中華一番!（王虎、胡大人）
- 忍ペンまん丸（ギオ）

1998年
- ガサラキ（ドール准将）
- デビルマンレディー（研究員）

1999年
- 週刊ストーリーランド（1999年 - 2000年、高梨勤、大谷誠）
- BLUE GENDER（ロバート・ブラッドレイ）
- MASTERキートン（グループのリーダー）

2000年
- ファーブル先生は名探偵（クモ男爵の父）
- マシュランボー（銀イーダー）

2001年
- スクライド（ドレッド・レッド）
- 地球防衛家族（指令官）
- はじめの一歩（東邦ジム長）
- FF：U 〜ファイナルファンタジー:アンリミテッド〜（ナーヴ）

2002年
- 犬夜叉（人面果の木）
- 炎の蜃気楼（武田信玄）

2003年
- カレイドスター（オーナー）- 2シリーズ

2004年
- ゾイドフューザーズ（マービス）
- 爆裂天使（謎の男〈グレンフォード〉）

2005年
- ガン×ソード（船長）
- SPEED GRAPHER（湯本）

2006年
- コードギアス 反逆のルルーシュ（クロヴィス親衛隊長）

2007年
- 銀魂（林流山）

2008年
- ストライクウィッチーズ（2008年 - 2010年、樽宮副長）- 2シリーズ

2009年
- ケロロ軍曹（裁判長）
- ヤッターマン（第2作）（ガッテン）

2010年
- ドラゴンボール改（2010年 - 2015年、人造人間19号、北の界王神）- 2シリーズ
- リングにかけろ1 影道編（玄武）

2011年
- ドラえもん（テレビ朝日版第2期）（ダイス）

2012年
- 聖闘士星矢Ω（2012年 - 2013年、辰巳）

2014年
- 暴れん坊力士!!松太郎（近藤の親方、審判長）

2016年
- 名探偵コナン エピソード“ONE” 小さくなった名探偵（ジン）

2018年
- PERSONA5 the Animation（斑目一流斎）

2021年
- ちびまる子ちゃん（おじいさん）

2024年
- 銀河英雄伝説 Die Neue These（ホージンガー）

### 劇場アニメ
1980年代
- 勝利投手（1987年、主治医）
- 闘将!!拉麵男（1988年、ソウキ）
- ドラゴンボールZ（1989年、サンショ）

1990年代
- Pink みずドロボウあめドロボウ（1990年、シルバーの部下A）
- アルスラーン戦記（1991年、ガーデーヴィ）
- ドラゴンボールZ 超サイヤ人だ孫悟空（1991年、メダマッチャ）
- アルスラーン戦記2（1992年、ガーデーヴィ）
- Coo 遠い海から来たクー（1993年、黒帽）
- 三国志 完結編・遥かなる大地（1994年、魏延）
- ドラゴンクエスト列伝 ロトの紋章（1996年、ギラン）

2000年代
- 名探偵コナン 天国へのカウントダウン（2001年、ジン）
- ドラえもん のび太とふしぎ風使い（2003年、嵐族C）
- 名探偵コナン 漆黒の追跡者（2009年、ジン）

2010年代
- 名探偵コナン 純黒の悪夢（2016年、ジン）
- コードギアス 反逆のルルーシュ I 興道（2017年、隊長）

2020年代
- 名探偵コナン 黒鉄の魚影（2023年、ジン）

### OVA
1986年
- 湘南爆走族（魔路苦淋総長）

1988年
- Crying フリーマン（組員2、大西）

1989年
- 紅い牙 ブルー・ソネット（戦車長）
- 銀河英雄伝説（ハンス・シュテルツァー）

1990年
- 男樹（大石）
- ニューイヤー星調査行（イケガミ博士）

1991年
- 創竜伝（レッド・ベレー隊員）

1992年
- OZ（カーク）

1993年
- 超時空世紀オーガス02（大尉）
- ブラック・ジャック（本部長）

1994年
- 疾風!アイアンリーガー 銀光の旗の下に（1994年 - 1995年、GZ）
- ワイルド7（検事B）

1995年
- 闇夜の時代劇（土方歳三）

2000年
- Blue Gender（ロバート・ブラッドレイ）

2002年
- 聖闘士星矢 冥王ハーデス十二宮編（辰巳）

2003年
- はじめの一歩 間柴vs木村 死刑執行（東邦ジム会長）

2004年
- 土方歳三 白の軌跡（芹沢鴨、勝海舟）

2007年
- 装甲騎兵ボトムズ ペールゼン・ファイルズ（狙撃手）

2008年
- METAL GEAR SOLID 2 BANDE DESSINEE（バルカン・レイブン / ザ・ソロー）

### ゲーム
1994年
- CAL III（ポセイドン）
- モンスターメーカー 闇の竜騎士（ヴェスパニア）

1995年
- 北斗の拳 (セガサターン)（ジーザ）

1996年
- 新スーパーロボット大戦（ゴズ・バール）
- ドラゴンボールZ 偉大なるドラゴンボール伝説（人造人間19号）

1997年
- ドラゴンナイト4（ゴロンゴン、ザム船長）

1998年
- OverBlood2（コンドー）
- METAL GEAR SOLID（バルカン・レイブン）

1999年
- SDガンダム GGENERATION（1999年 - 2007年、ゴズ・バール） - 5作品
- ゲッターロボ大決戦!（ギィムバグ）

2000年
- グランディアII（スカイ）
- 真・三國無双（董卓、呂蒙）
- スーパーロボット大戦α / for DC（2000年 - 2001年、ゴズ・バール） - 2作品
- FAVORITE DEAR 純白の預言者（レイブンルフト）
- 名探偵コナン 3人の名推理（ジン）

2001年
- シェンムーII
- 真・三國無双2（董卓、呂蒙） - 2作品

2003年
- 学園ヘヴン BOY'S LOVE SCRAMBLE!（久我沼啓二）
- 真・三國無双3（董卓、呂蒙） - 3作品
- ドラゴンボールZ（ドドリア、人造人間19号）

2004年
- METAL GEAR SOLID 3 SNAKE EATER（ザ・ソロー）
- ロックマンX コマンドミッション（イプシロン）

2005年
- 悪魔城ドラキュラ 闇の呪印（ゼアド）
- 魁!!男塾（月光）
- 真・三國無双4（董卓、呂蒙） - 3作品
- ZOIDS インフィニティフューザーズ（マービス）
- ドラゴンボールZ 舞空烈戦（ドドリア）
- ドラゴンボールZ Sparking!（2005年 - 2024年、ドドリア〈初代〉、人造人間19号） - 4作品

2006年
- ジョジョの奇妙な冒険 ファントムブラッド（ダイアー）

2007年
- 真・三國無双5（董卓、呂蒙） - 2作品
- ドラゴンボールZ 遥かなる悟空伝説（人造人間19号、ドドリア）
- 無双OROCHI（董卓、呂蒙）

2008年
- 無双OROCHI 魔王再臨（董卓、呂蒙）
- METAL GEAR SOLID 4 GUNS OF THE PATRIOTS（バルカン・レイブン、ザ・ソロー）
- WORLD DESTRUCTION 導かれし意思（サメ師）

2009年
- ドラゴンボール レイジングブラスト（人造人間19号）
- NINJA GAIDEN Σ2（マルバス）
- 無双OROCHI Z（董卓、呂蒙）
- 龍が如く3（新垣）

2010年
- ドラゴンボール タッグバーサス（人造人間19号）
- ドラゴンボールヒーローズ（2010年 - 2020年、人造人間19号、北の界王神、サンショ、メダマッチャ、ボンパラ） - 6作品
- ドラゴンボール レイジングブラスト2（人造人間19号）

2011年
- オール仮面ライダー ライダージェネレーション（2011年 - 2012年、仮面ライダーZX） - 2作品
- 真・三國無双6（董卓、呂蒙） - 4作品
- 真・三國無双 NEXT（董卓、呂蒙）
- TROY無双（アイアス）
- 無双OROCHI 2（董卓、呂蒙） - 4作品

2012年
- 真・三國無双 VS（董卓）
- ルーンファクトリー4（ヴォルカノン）

2013年
- 真・三國無双7（2013年 - 2014年、董卓、呂蒙） - 3作品

2014年
- 魁!!男塾 〜日本よ、これが男である!〜（月光）

2015年
- スーパーロボット大戦BX（船長）
- デジモンストーリー サイバースルゥース（クレニアムモン）
- ドラゴンボールZ 超究極武闘伝（人造人間19号）

2016年
- オール仮面ライダー ライダーレボリューション（仮面ライダーZX）
- 仮面ライダー バトライド・ウォー創生（仮面ライダーZX）
- テイルズ オブ ベルセリア（バン・アイフリード）
- ドラゴンボールフュージョンズ（人造人間19号）
- ペルソナ5（斑目一流斎）

2018年
- 真・三國無双8（董卓、呂蒙）
- 無双OROCHI 3（2018年 - 2019年、董卓、呂蒙） - 2作品

2019年
- ペルソナ5 ザ・ロイヤル（斑目一流斎）

2020年
- ドラゴンボールZ カカロット（人造人間19号）

2023年
- 妖怪ウォッチ ぷにぷに（ジン）

2025年
- モンスターストライク（マダラメ・アザゼル・イチリュウサイ）

### ドラマCD
- 餓沙羅鬼見聞録（指揮官）
- ガンスミスキャッツ CROSS COUNTER ステレオドラマVol.4
- 彼方から（ジェイダ）
- CDシアター ドラゴンクエストII（ベリアル）
- CDシアター ドラゴンクエストIV（アルタス）
- しにがみのバラッド。（幾間一陽）
- 集英社カセットコミックシリーズ 魁!!男塾2 死闘!冥凰島決勝トーナメント（月光）
- 真・三國無双〜群星翔舞〜（呂蒙）
- スレイヤーズN>EX. 闇の住まう村（ギザン）
- ソードワールド SFC2 いにしえの巨人伝説（ノルン卿）
- テイルズ オブ シンフォニア-a long time ago-（ボワーゼ）
- 果てしなく青い、この空の下で…。（穂村辻夫）
- ファイナルファンタジーアンリミテッド（ナーヴ）
- 陣内流柔術武闘伝 真島クンすっとばす!!（神崎光二郎）

### ラジオドラマ
- 青山二丁目劇場 JUGEMU（2012年） - 水野留吉
- NHK-FM 青春アドベンチャー
  - 黄金海峡（1989年） - ウィリィ
  - ゲノム・ハザード（1998年） - 長い首の男
  - 海辺の王国（2003年）
- 花の慶次（2011年） - 徳川家康

### 吹き替え

#### 担当俳優
ビリー・ゼイン
- タイタニック（キャルドン・ホックリー）※機内上映版
- ツイン・ピークス シーズン2（ジョン・ジャスティス・ウィーラー）
- メンフィス・ベル（ヴァル）※ビデオ版

#### 映画
- アーノルド・シュワルツェネッガーのSF超人ヘラクレス（メリクリウス〈ダン・ハミルトン〉）
- アウトブレイク（ベンジャミン・イワビ〈ゼイクス・モカエ〉）※日本テレビ版
- アクシデンタル・スパイ（ゼン〈ウー・シングォ〉）※ソフト版
- アミスタッド（代理人〈ポール・ギルフォイル〉）
- アラン・ドロン/私刑警察（スピエロ〈ステファンヌ・ジョベール〉）
- アンディ・ラウの獄中龍（マー）
- アンディ・ラウのセンチュリー・オブ・ザ・ドラゴン（ファ）
- アンナ・カレーニナ（ステーヴァ〈ダニー・ヒューストン〉）
- いつの日かこの愛を（ナム）
- ウェディング・シンガー（グレン〈マシュー・グレイヴ〉）
- 美しき獲物（アンディ・ワグナー〈ダニエル・ボールドウィン〉）
- 運命の瞬間/そしてエイズは蔓延した（振付師〈リチャード・ギア〉）
- エイリアン3（デヴィッド〈ピート・ポスルスウェイト〉）※劇場公開版、（ボッグス）※フジテレビ版
- 映画 真・三國無双（董卓〈ラム・シュー〉[57]）
- XYZマーダーズ（オーデガード〈ハミッド・デイナ〉）
- オン・ザ・ラン/非情の罠（チャーリー・チン）
- カットスロート・アイランド（トゥーサン）※フジテレビ版（新盤BD収録）
- クエスト（マキシー・デヴァイン〈ジェームズ・レマー〉）
- クラッカージャック（スミス〈マイケル・サラザン〉）
- グリマーマン（スミスのボディガード〈ロバート・メイルハウス〉）※テレビ朝日版
- K2/ハロルドとテイラー（テイラー〈マイケル・ビーン〉）
- ゲーム（ジム・ファインゴールド〈ジェームズ・レブホーン〉）※ソフト版
- 刑事ジョー ママにお手あげ ※フジテレビ版
- ゴリラ ※テレビ朝日版
- サイバー・ファイター/復讐の使者（ローマー警部〈ルーク・アスキュー〉）
- さまよえる魂 NIGHT WORLD（ハンフリー・ギャレット）
- 三国志 大いなる飛翔（孫権）
- 地獄のバスターズ（アドルフ・サックス〈ライムンド・ハームストロス〉[58]）※テレビ東京版
- シャドー・ウォリアーズ 地獄の要塞（アンディ・パワーズ〈マーティン・コーヴ〉）
- 知らなすぎた男（セルゲイ・ニコライビッチ〈ニコラス・ウッドソン〉）
- シンデレラ・ボーイ（イヴァン・クラシンスキー〈ジャン＝クロード・ヴァン・ダム〉）
- スウィート ヒアアフター（スウォーツ〈ピーター・ドナルドソン〉）
- スターゲイト（サイード）※フジテレビ版
- スネーク・アイズ（ウォルト〈マイク・スター〉）※ソフト版
- 聖戦（ギャリー〈ピーター・ラピス〉）
- セッション9（ハンク〈ジョシュ・ルーカス〉）
- 戦慄のレッド・ボーダー/暗殺への報酬（デレク・マッケンジー〈マイケル・オントキーン〉）
- ソルジャー（ジミー・ピグ〈マイケル・チクリス〉）※ソフト版
- Touch タッチ（エルウィン・ウォレル）
- チェイサー（ディラン・クーパー〈エリック・ロバーツ〉）
- ツイン・ドラゴン ※ソフト版
- デッドヒート（部長）
- デモンズ（トニー〈ボビー・ローデス〉）
- 2 days トゥー・デイズ（ダズモ・ピッツォ〈ダニー・アイエロ〉）
- ドン・キホーテ ラ・マンチャの男（ボラトリア公爵〈ランベール・ウィルソン〉）
- ナッティ・プロフェッサー クランプ教授の場合（リッチモンド学部長〈ラリー・ミラー〉）※ソフト版
- ナッティ・プロフェッサー2 クランプ家の面々（リッチモンド学部長〈ラリー・ミラー〉）※ソフト版
- ネイビー・シールズ（デイン〈ビル・パクストン〉）※テレビ朝日版
- ハード・チェック（ジャック〈ケヴィン・ベントン〉、ラリー）※ビデオ版
- バート・レイノルズ/ブレイキング・イン（ルー）
- バーブ・ワイヤー/ブロンド美女戦記（アレクサンダー・ウィリス〈ザンダー・バークレー〉）※ソフト版
- バック・トゥ・ザ・フューチャー PART3（ギャング）※テレビ朝日版
- バッドボーイズ（サンチェス刑事〈ネスター・セラーノ〉）※フジテレビ版
- ハルク（グレン・タルボット〈ジョシュ・ルーカス〉）
- 非常戦闘区域（ブランシャール）
- 普通じゃない（アル〈トニー・シャルーブ〉）※ソフト版
- フラッグ・オブ・ソルジャーズ 勝利なき戦場（マロン軍曹）
- フラバー（スクリーンの男2、白髪のおじさん）
- ブリジット・ジョーンズの日記（リチャード・フィンチ〈ニール・ピアソン〉）
- ブレーキ・ダウン（アール〈M・C・ゲイニー〉）※ソフト版
- ブローン・アウェイ/復讐の序曲（ブランケット〈ルーベン・サンチャゴ＝ハドソン〉）※ソフト版
- プロジェクトS（チョン・フェン〈ユー・ロングァン〉）
- ボクの彼女は地球人（ジョー）
- ポルターガイスト（ライアン〈リチャード・ローソン〉）※TBS版
- ホンコン・フライド・ムービー（ダニー・プーン〈ローレンス・ウン〉）
- マネー・トレイン ※フジテレビ版
- メガ・パイソンVSギガント・ゲイター（ディアゴ・オーティス〈A・マルティネス〉）
- めぐり逢えたら（ワイアット〈スティーヴ・メラー〉）※フジテレビ版
- モータルコンバット2（ジャックス〈リン・レッド・ウィリアムズ〉）
- ヤクザVSマフィア（ルディ）
- ヤング・ブラッド（ポルトス〈スティーブン・スピアーズ〉）
- ユージュアル・サスペクツ（レッドフット〈ピーター・グリーン〉）※ソフト版
- ラストUボート（メイヒュー）
- リベンジ（ラモン〈ルイス・デ・イカーサ〉）※ビデオ版
- 冷血（フロイド・ウェルズ）
- ロビン・フッド（ピーター〈リアム・ハリガン〉）※ソフト版
- ロボハンター 霊幻暗黒團大戦争（ビル）
- ワイルド・ブリット
- ワンス・アポン・ア・タイム・イン・アメリカ（コックアイ〈ウィリアム・フォーサイス〉）※ビデオ版
- ワンダー・ガールズ 東方三侠2（将軍）

#### ドラマ
- ER緊急救命室 シーズン5（パトナム）シーズンX（ハンク）
- エイリアス 2重スパイの女（SD-6保安部員）
- X-ファイルIII（ウェイン・モーガン海軍調査員〈スティーヴン・E・ミラー〉）
- キャプテンパワー（ブラスター）
- 緊急出動! L.A.ファイターズ（レイ・グライムス〈カールトン・ウィルボーン〉）
- クライム・ストーリー（ネイト・グロスマン〈スティーブ・ライアン〉）
- クリミナル・マインド6 FBI行動分析課 #6（タンパ警察署長・シアーズ〈ルイス・ハーサム〉）
- コードネーム＞エタニティ（デヴィッド・バニング〈アンドリュー・ギリス〉）
- ザ・シークレット・ハンター（カーター・ブロック〈ジョー・モートン〉）
- サブリナ #19（ダーク）
- ザ・ホワイトハウス #5（ジェリー〈ニック・オファーマン〉）
- CSI:マイアミ2-8（リック・ステットラー内務調査官〈デイヴィッド・リー・スミス〉）
- シカゴ・ホープ シーズン2（重役）
- 新・刑事コロンボシリーズ
  - 幻の娼婦（デービット・キンケイド〈スティーヴン・マクト〉）
  - 4時02分の銃声（テッド・マーロイ）
- 新スタートレック（ファラーダ星人）
- スタートレック:ヴォイジャー（サカーリ人のリーダー・イシャン）
- ダークスカイ（ボブジョイ、G・T・ブリッグス）
- チャームド〜魔女3姉妹 シーズン3（ホワイト〈ジム・アントニオ〉）
- 超音速ヒーロー ザ・フラッシュ（エリオット・コトレル〈トーマス・マイカル・フォード〉）※日本テレビ版
- ドクタークイン 大西部の女医物語（プレストン・A・ロッジ三世〈ジェーソン・リーランド・アダムス〉）
  - シーズン1 #3（カスター将軍〈テイラー・ニコルズ〉）
- ハット・スクワッド 帽子の騎士たち（ラファエル・マルティネス〈ネスター・セラーノ〉）
- 犯罪捜査官ネイビーファイル（ハークネス）
- ピッツバーグ警察日記（ダン・ケリー〈ジョン・ターレスキー〉）
- ホワイトカラー #1（ゴースト / ゴヴァート〈カルロ・ロタ〉）
- 名探偵モンク7 #12（ジョン・キーズ〈マーカス・ジアマッティ〉）
- Major Crimes 〜重大犯罪課 シーズン3（アルバート・トレス〈マティの父〉）

#### アニメ
- バットマン

### パチンコ・パチスロ
- パチスロキン肉マン〜キン肉星王位争奪編〜（ザ・サムライ）

### 特撮
- スーパー戦隊シリーズ
  - 未来戦隊タイムレンジャー（2000年、ナレーター）
  - 特捜戦隊デカレンジャー（2004年、ジンチェの声）
  - 獣拳戦隊ゲキレンジャー（2007年、ドカリヤの声）
- ウルトラシリーズ
  - ウルトラマンコスモス THE FIRST CONTACT（2001年、宇宙忍者バルタン星人ベージカルバージョンの声）
  - ウルトラマンマックス（2005年、変身怪人ゼットン星人の声）
- 仮面ライダー響鬼超（ハイパー）バトルDVD明日夢!キミも鬼になれる!!（2005年、茜鷹〈アカネタカ〉の声、黄赤獅子〈キアカシシ〉の声）
- 魔弾戦記リュウケンドー（2006年、ロッククリムゾンの声）

### テレビドラマ
- 赤い絆 第17話「父と母のいまわしい過去」（1977年）
- 孤独の賭け（1978年） - 蒔田二郎
- 大空港 第10話「男たちの詩」（1978年、CX） - 及川
- 江戸の牙（1979年）
- 雲霧仁左衛門（1979年） - 松永
- 傑作推理劇場「笹沢左保の海からの招待状」（1980年）
- 闇を斬れ 第19話「女が牙をみがく夜」（1981年、関西テレビ・松竹） - 佐竹真之助
- 暁に斬る! 17話「紅鶴はやわ肌に燃える」（1982年）
- 十六文からす堂 江戸占い謎を斬る（第一部、1982年） - 唐津新之助
- 土曜ワイド劇場
  - 第三の女「箱根富士山〜マドリッド古城、謎の殺人契約 愛されて死にたい」（1982年）
  - 「純愛連続殺人・すすり泣く水子地蔵」（1982年）
- 金曜ミステリー劇場「六月の危険な花嫁」（1982年）
- 鬼平犯科帳（テレビ朝日） 
  - 第2シリーズ 第11話「乞食坊主」（1981年） - 杉辰二郎
  - 第3シリーズ（1982年） - 杉辰二郎 ※レギュラー
- 大江戸捜査網 第499話「泣くな妹よ! 岡っ引行進曲」（1983年） - 和泉屋長太郎
- 外科医 城戸修平 第10話「医者失格」（1983年、TBS）
- 太陽にほえろ!（NTV）
  - 第585話「ボギー名推理」（1984年） - 週刊誌編集部・高石
  - 第625話「四色の電車」（1984年） - 大阪府警刑事
- 金曜日の妻たちへ パート2（1984年） - 社長
- 土曜ワイド劇場・明智小五郎シリーズ（テレビ朝日系）
  - 第9作「赤いさそりの美女」（1979年） - 今村友雄
  - 第17作「天国と地獄の美女」（1982年） - 刑事
  - 第22作「禁断の実の美女」（1984年） - 刑事
  - 第23作「炎の中の美女」（1984年） - 刑事
  - 第24作「妖しい傷あとの美女」（1985年） - 刑事
  - 第25作「黒真珠の美女」（1985年） - 刑事
- Dr.コトー診療所2006 第5話「荒海に漂う命」（2006年、フジテレビ） - 刑事

### ナレーション
- アルカナ・ストライクス CM
- 機動戦士ガンダムSEED 友と君と戦場で。 CM
- 機動戦士ガンダム MS戦線0079PV
- 凄ノ王伝説CM
- サイエンスチャンネル「見えない世界を見る技術」
- タイムスクープハンター（NHK総合テレビ） - オープニングナレーション
  - タイムスクープハンター0号（2011年4月30日） - オープニングナレーション
- アッコにおまかせ!

### ボイスオーバー
- NHKスペシャル（NHK総合）
  - 映像の世紀 第6集「独立の旗の下に」（石原莞爾）
- ダーウィンが来た! 〜生きもの新伝説〜（NHK総合）
- BS世界のドキュメンタリー（NHK BS1）
- 報道特集（TBS）
- THE世界遺産（TBS）
- 世界の果てまでイッテQ!（外国人吹き替え）
- ワールドニュースアワー（NHK BS1）

### その他コンテンツ
- 宇宙皇子 カセットブック（山背部馬手）
- 東京ディズニーシー「ロストリバーデルタ」（ロベルト薬屋の声）
- ニーチェ「人生について」〜哲学の教室〜（朗読）